# Axel H. Nolsøe
Axel H. Nolsøe (født 16. november 1949 i Tórshavn) er en færøsk statistiker og tidligere politiker (VMF). Han har studeret fransk sprog og litteratur ved Københavns Universitet, samt teknologi og statskundskab ved Roskilde Universitetscenter. Nolsøe arbejder i dag som afdelingsleder ved Hagstova Føroya.
I 1990'erne var han to gange minister under Edmund Joensen for det socialdemokratiske parti Verkamannafylkingin. Fra december 1995 var Nolsøe industri-, handels-, erhvervs-, arbejds-, landbrugs-, trygheds- og justitsminister. I juni 1996 blev han løst fra et par af disse opgaver, mens andre kom til, og var fra da af social-, sundheds-, arbejds-, trygheds- og justitsminister frem til oktober samme år.
Han er far til forfatteren Páll Nolsøe.